# Kasey Wehrman
Kasey Wehrman (16 de agosto de 1977) é um ex-futebolista profissional australiano que atuava como defensor.

## Carreira
Kasey Wehrman representou a Seleção Australiana de Futebol, nas Olimpíadas de 2000 que atuou em casa. 